# Anguita
Pour les articles homonymes, voir Anguita (homonymie).
Anguita est une commune d'Espagne de la province de Guadalajara dans la communauté autonome de Castille-La Manche.

## Histoire
- Site archéologique de la grotte de la Hoz, (gravures et peintures rupestres).